# Děkanství tišnovské
Děkanství tišnovské je územní část brněnské diecéze s centrem v Tišnově. Zahrnuje 18 římskokatolických farností. Děkanství vzniklo v roce 1952 a nově bylo vymezeno při reformě členění brněnské diecéze k 1. červenci 1999.
Funkci děkana vykonává od 1. srpna 2015 farář farnosti Tišnov R. D. Mgr. Josef Rybecký. Před ním byl děkanem předchozí tišnovský farář R. D. Mgr. Jiří Buchta.

## Seznam farností
| Farnost                   | Správce                                             | Farní kostel            |
| ------------------------- | --------------------------------------------------- | ----------------------- |
| Čebín                     | R. D. IcLic. Pavel Kopecký                          | sv. Jiří                |
| Deblín                    | R. D. Mgr. Petr Papoušek                            | sv. Mikuláše            |
| Dolní Loučky              | R. D. Mgr. Pavel Křivý                              | sv. Martina             |
| Doubravník                | administrátor excurrendo, Nedvědice pod Pernštejnem | Povýšení sv. Kříže      |
| Drásov                    | administrátor excurrendo, Čebín                     | Povýšení sv. Kříže      |
| Kuřim                     | R. D. ThLic. PhDr. Ing. Jaroslav Filka              | sv. Maří Magdalény      |
| Lažánky                   | administrátor excurrendo, Veverská Bítýška          | Nejsvětější Trojice     |
| Lipůvka                   | R. D. Mgr. Václav Knotek                            | sv. Cecílie             |
| Lomnice u Tišnova         | R. D. Ervín Jansa                                   | Navštívení Panny Marie  |
| Nedvědice pod Pernštejnem | R. D. Zdeněk Chylík                                 | sv. Kunhuty             |
| Olší u Tišnova            | administrátor excurrendo, Dolní Loučky              | sv. Jiří                |
| Předklášteří              | administrátor excurrendo, Tišnov                    | Nanebevzetí Panny Marie |
| Svatoslav                 | administrátor excurrendo, Domašov                   | Nanebevzetí Panny Marie |
| Tišnov                    | R. D. Mgr. Josef Rybecký                            | sv. Václava             |
| Újezd u Černé Hory        | administrátor excurrendo, Černá Hora                | Všech svatých           |
| Unín u Tišnova            | administrátor excurrendo, Lomnice u Tišnova         | sv. Petra a Pavla       |
| Veverská Bítýška          | R. D. Marek Hlávka                                  | sv. Jakuba Staršího     |
| Žďárec                    | administrátor excurrendo, Dolní Loučky              | sv. Petra a Pavla       |